# Redmi Note 5
Xiaomi Redmi Note 5 (Xiaomi Redmi Note 5 Pro ở Ấn Độ) là điện thoại thông minh được phát triển bởi Xiaomi Inc. Đây là một phần của dòng điện thoại thông minh Redmi Note giá rẻ của Xiaomi. Redmi Note 5 được công bố vào ngày 14 tháng 2 năm 2018 tại Delhi, Ấn Độ, cùng với việc phát hành địa phương Redmi 5 Plus, được đổi tên thành Redmi Note 5.
Vào ngày 1 tháng 3, Xiaomi đã công bố phát hành Redmi Note 5 của Trung Quốc chỉ với camera trước 13 MP thay vì 20 MP.

## Thông số kỹ thuật

### Phần cứng
Redmi Note 5 (Redmi Note 5 Pro Global) chạy trên bộ vi xử lý Snapdragon 636. Đây là chipset dựa trên kiến trúc 64 bit, có CPU 8 Qualcomm® Kryo ™ 260 với tốc độ xung nhịp lên tới 1,8 GHz hỗ trợ GPU Qualcomm® Adreno ™ 509. Chipset này có thể hiển thị màn hình hiển thị FHD + (18: 9). Máy được trang bị màn hình 5,99 "full HD +, có tỷ lệ khung hình 18: 9, màn hình trên Redmi Note 5 có tỷ lệ màn hình so với thân máy là 77%. Màn hình trên thiết bị có hỗ trợ và sử dụng đa chạm Màn hình kính cong 2,5 cho độ rõ nét cực cao. Redmi Note 5 có chỉ số ppt là 403 và độ phân giải tối đa 1080x2160, màn hình LCD IPS cho phép cuộn mượt mà và chính xác.